# Hart Crane
Hart Crane (Garrettsville, 21 juli 1899 - Florida, 26 april 1932) was een Amerikaanse dichter.
Hij was de zoon van Clarence A. Crane, een succesvolle zakenman in de zoetwarenindustrie die de Life Savers had uitgevonden, en van Grace Edna Hart. In 1916 scheidden zijn ouders, waarna hij verder opgroeide in Portage, Trumbull en Cuyahoga County. Een groot deel van de rest van zijn leven lang leefde Hart Crane in onmin met zijn vader, die later nog twee keer hertrouwde en tegen wie hij bovendien door zijn moeder werd opgezet. Vanwege de problemen tussen zijn ouders bracht Crane een groot deel van zijn jeugd (de periode 1909-1916) door bij zijn grootmoeder van moederskant. In diezelfde tijd begon hij zich bezig te houden met literatuur en lyriek. Vanwege zijn homoseksualiteit werd hij door zijn omgeving met de nek aangekeken.
Op 16-jarige leeftijd schreef Crane zijn eerste gedicht. Hoewel hij de highschool niet afmaakte, zorgden zijn ouders ervoor dat hij zich in New York op een studie ging voorbereiden. Crane werkte in die tijd in Cleveland al als reporter voor The Plain Dealer en als verkoper in een apotheek, terwijl hij in New York als copywriter werkte. In die tijd wisselde hij vaak van woning. Ook woonde hij met vrienden een tijdlang in verschillende boerderijen in het zuiden van Connecticut. Hij verbleef verder korte tijd in Parijs en Mexico. Anderen beschreven hem als psychisch instabiel en als iemand die zeer snel van stemming kon wisselen. Aan het eind van de jaren '20 werd hij ook een zware alcoholist. 
Dankzij een Guggenheim-stipendium kon Hart Crane leven en werken in de Caraïben en Mexico. Zijn inspiratie haalde hij onder meer uit het werk van Walt Whitman, Algernon Swinburne, T.S. Eliot en de Metaphysical poets. Net als T.S. Eliot was Crane een groot bewonderaar van die groep dichters.
Hij publiceerde uiteindelijk twee gedichtenbundels, White Buildings (1926) en The Bridge (1930), waarin de Amerikaanse droom centraal staat. Zijn werk werd aanvankelijk echter slecht onthaald. Cranes bekendst geworden dichtbundels zijn The Bridge en de Voyages-reeks, waarin Crane onder meer zijn ervaringen als homoseksueel in een vijandige omgeving beschrijft.
Op 27 april 1932 pleegde Crane zelfmoord door in de Golf van Mexico van de S.S. Orziba af te springen. Zijn lichaam is nooit gevonden.